# Богатырёва, Людмила Семёновна
Людми́ла Семёновна Богатырёва (род. 1931) — российский советский врач, депутат Верховного Совета СССР.

## Биография
Родилась в 1931 году. Русская. Беспартийная. Образование высшее — окончила Саратовский государственный медицинский институт.
С 1954 года — врач-педиатр районной больницы в Калужской области. С 1955 года — врач детских яслей, ординатор детской городской клинической больницы в Москве. По окончании ординатуры — педиатр городского методического кабинета при Мосгорздравотделе. С 1963 года — врач-ординатор, а с 1971 года — заведующая отделением московской Детской городской клинической больницы № 1.
Депутат Совета Союза Верховного Совета СССР 9 созыва (1974—1979) от Красностроительского избирательного округа № 10 города Москвы. Секретарь комиссии по здравоохранению и социальному обеспечению Совета Союза. Член Комитета Парламентской группы СССР.